# سليمان جونز (كرة سلة)
سليمان جونز (بالإنجليزية: Solomon Jones)‏ مواليد 16 يوليو 1984 في يوستيس، هو لاعب كرة سلة محترف أمريكي بدأ مسيرته الاحترافية في سنة 2006 حيث تم اختياره من قبل فريق أتلانتا هوكس خلال الدرافت. يبلغ طوله 6 قدم 10 بوصة (2.1 م).

## فرق لعب لها
- أتلانتا هوكس
- إنديانا بايسرز
- لوس أنجلوس كليبرز
- نيو أورلينز بيليكانز
- لياونينغ فلاينج ليباردز
- نيويورك نيكس
- أورلاندو ماجيك

## إحصائيات المسيرة

### الموسم الاعتيادي
| السنة   | الفريق               | لعب | بدأ | دقيقة | ميداني% | ثلاثية | حرة  | ارتداد | صنع | استلاب | تصدي | نقطة |
| ------- | -------------------- | --- | --- | ----- | ------- | ------ | ---- | ------ | --- | ------ | ---- | ---- |
| 2006–07 | أتلانتا هوكس         | 58  | 8   | 11.5  | .508    | .000   | .787 | 2.3    | .2  | .2     | .7   | 3.3  |
| 2007–08 | أتلانتا هوكس         | 35  | 0   | 4.1   | .400    | .000   | .550 | 1.2    | .0  | .1     | .1   | 1.0  |
| 2008–09 | أتلانتا هوكس         | 63  | 0   | 10.7  | .604    | .500   | .716 | 2.3    | .2  | .1     | .5   | 3.0  |
| 2009–10 | إنديانا بايسرز       | 52  | 2   | 13.0  | .443    | .000   | .718 | 2.8    | .6  | .3     | .7   | 4.0  |
| 2010–11 | إنديانا بايسرز       | 39  | 0   | 13.5  | .405    | .000   | .661 | 2.9    | .8  | .3     | .6   | 3.6  |
| 2011–12 | لوس أنجلوس كليبرز    | 10  | 0   | 9.6   | .125    | .000   | .800 | 1.7    | .2  | .4     | .5   | .6   |
| 2011–12 | نيو أورلينز بيليكانز | 11  | 1   | 17.8  | .434    | .000   | .833 | 3.7    | .6  | .5     | .5   | 5.5  |
| 2012–13 | نيويورك نيكس         | 2   | 1   | 13.0  | .000    | .000   | .000 | 1.5    | .0  | .0     | .5   | .0   |
| 2013–14 | أورلاندو ماجيك       | 11  | 0   | 7.7   | .353    | .000   | .500 | 1.5    | .2  | .2     | .2   | 1.3  |
| المسيرة |                      | 281 | 12  | 11.9  | .467    | .111   | .717 | 2.3    | .4  | .2     | .5   | 3.0  |

### التصفيات
| السنة   | الفريق       | لعب | بدأ | دقيقة | ميداني% | ثلاثية | حرة   | ارتداد | صنع | استلاب | تصدي | نقطة |
| ------- | ------------ | --- | --- | ----- | ------- | ------ | ----- | ------ | --- | ------ | ---- | ---- |
| 2008    | أتلانتا هوكس | 7   | 0   | 4.1   | .200    | .000   | .000  | 1.1    | .1  | .1     | .4   | .6   |
| 2009    | أتلانتا هوكس | 9   | 1   | 8.6   | .500    | .000   | 1.000 | 1.8    | .2  | .1     | .0   | 1.6  |
| المسيرة |              | 16  | 1   | 6.6   | .364    | .000   | .500  | 1.5    | .2  | .1     | .2   | 1.1  |

## روابط خارجية
- سليمان جونز على موقع إن بي أي (الإنجليزية)
- سليمان جونز على موقع سبورتس رفرنس (الإنجليزية)
- سليمان جونز على موقع كرة السلة الأوروبية.كوم (الإنجليزية)
- سليمان جونز على موقع DraftExpress.com (الإنجليزية)
- سليمان جونز على موقع كلية كرة السلة في سبورتس رفرنس.كوم (الإنجليزية)
- سليمان جونز على موقع ريلجم (الإنجليزية)
- سليمان جونز على موقع بروبوليرز (الإنجليزية)
- سليمان جونز على موقع سبورتس رفرنس (الإنجليزية)
- سليمان جونز على موقع سبورتس رفرنس (الإنجليزية)